# Puna
Pour les articles homonymes, voir Puna (homonymie).

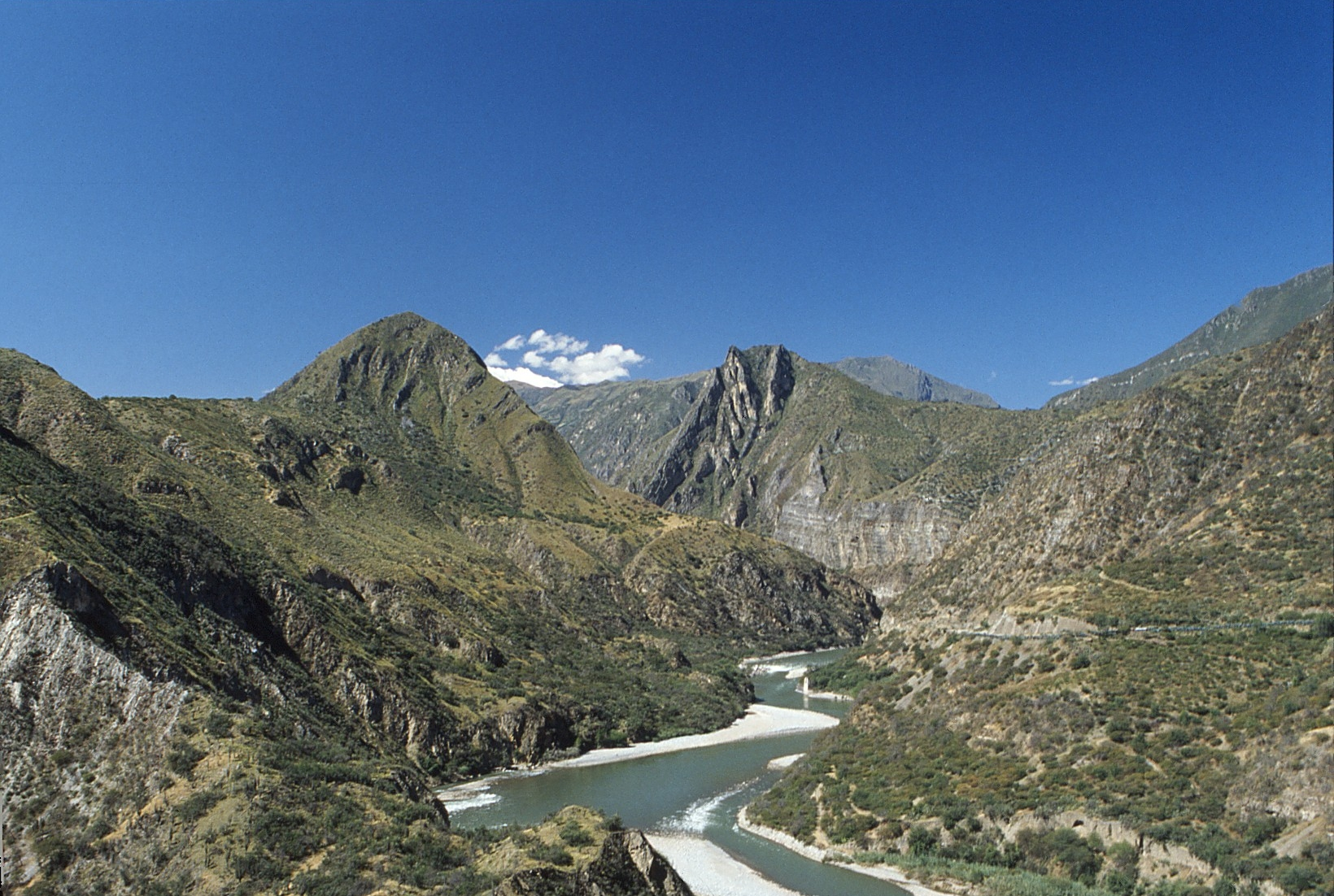
Paysage de la puna, à Ayacucho, au Pérou.

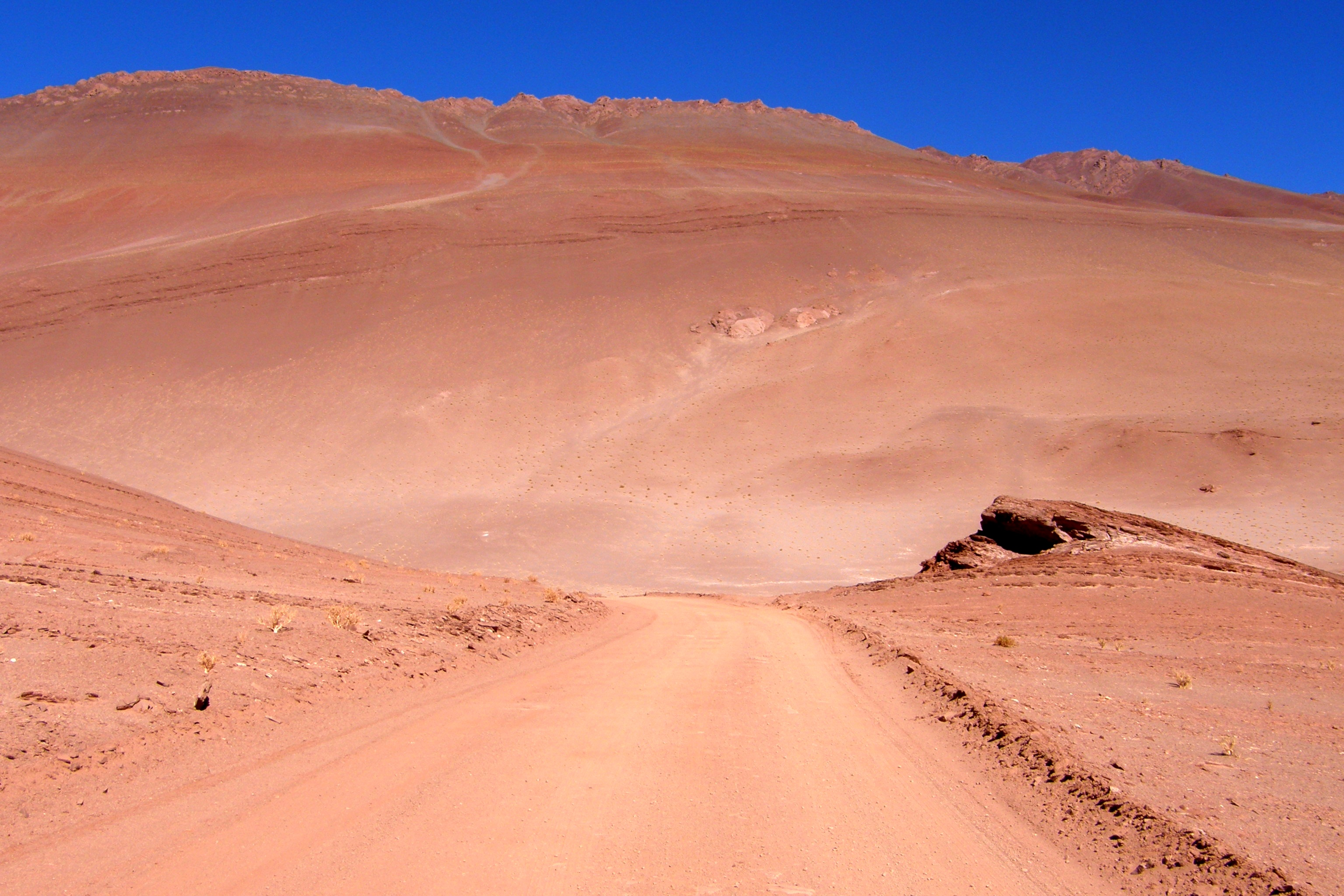
La puna désertique en Argentine.

La puna est l’écorégion de la cordillère des Andes située entre 4 000 et 4 800 mètres d'altitude, raison pour laquelle l'air y est très raréfié. Le climat y est froid, avec des 
précipitations rares et une température moyenne annuelle de 6 °C à −7 °C. Son relief est très divers et en général ondulé. On y trouve des plateaux, des volcans, des lacs, des lagunes salées et des salars.

## Étymologie
Puna signifie en quechua zone d'altitude, les hauteurs, et désigne les hauts plateaux.

## Précipitations
La puna s'étend sur le sud-est du Pérou, le sud-ouest de la Bolivie, l'extrême nord-est du Chili, et le nord-ouest argentin ou NOA. Dans cette zone, les précipitations diminuent du nord au sud, si bien que la puna péruvienne peut être considérée comme bien arrosée (les surplus de précipitations contribuant à y créer le grand lac Titicaca), tandis que la puna argentine de la province de Catamarca (département d'Antofagasta de la Sierra) et de Salta (département de Los Andes) est désertique et quasi inhabitée.

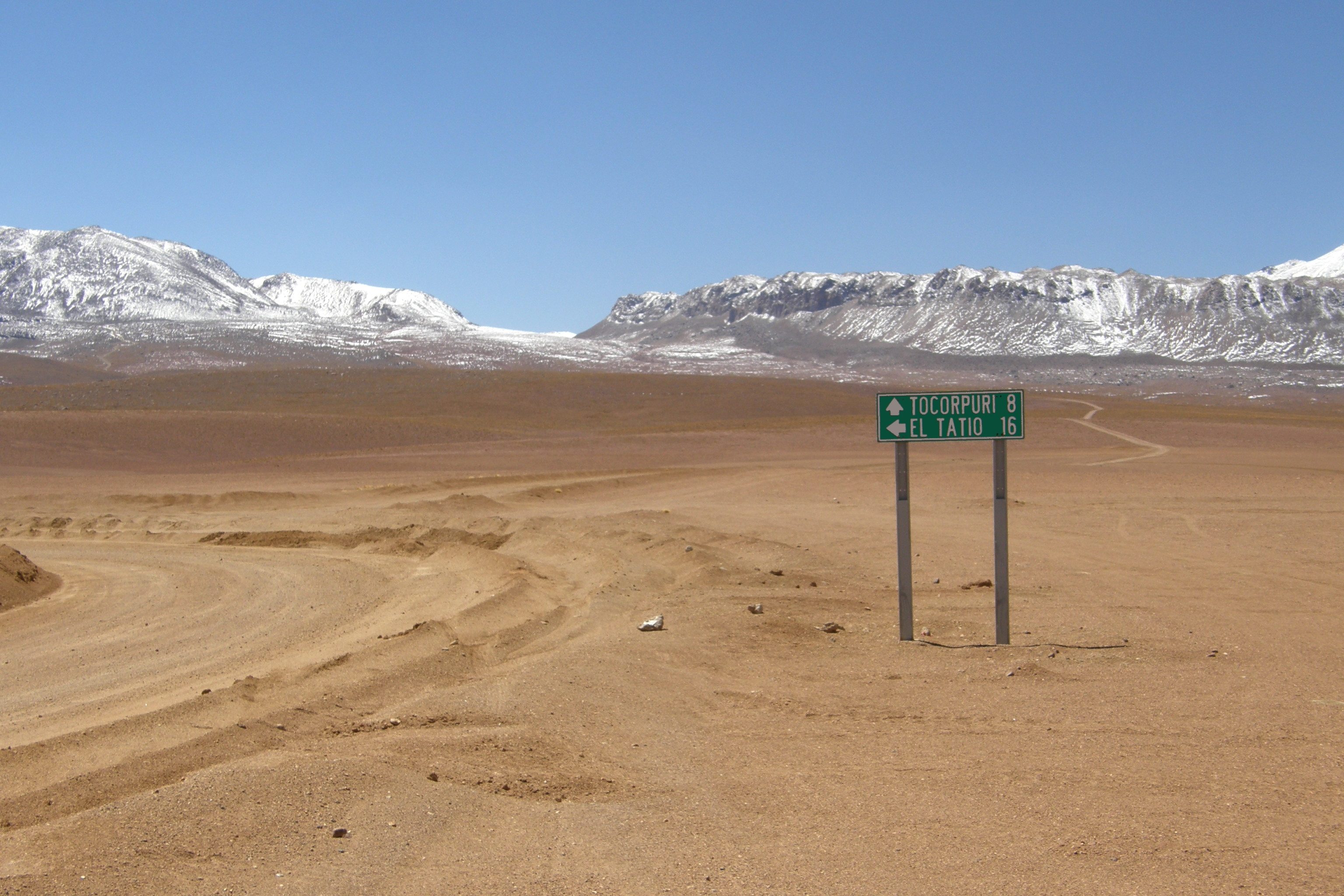
La puna chilienne, au fond le Cerro La Torta

## Flore et faune

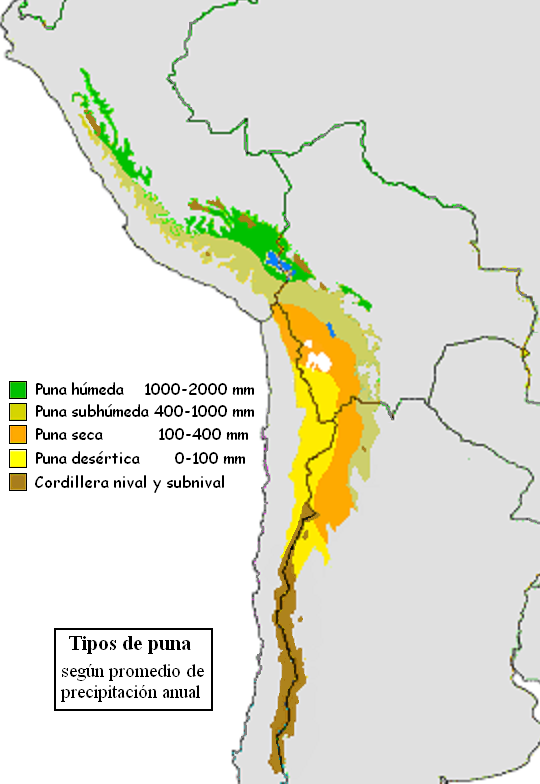
Types de puna selon le taux moyen d'humidité.

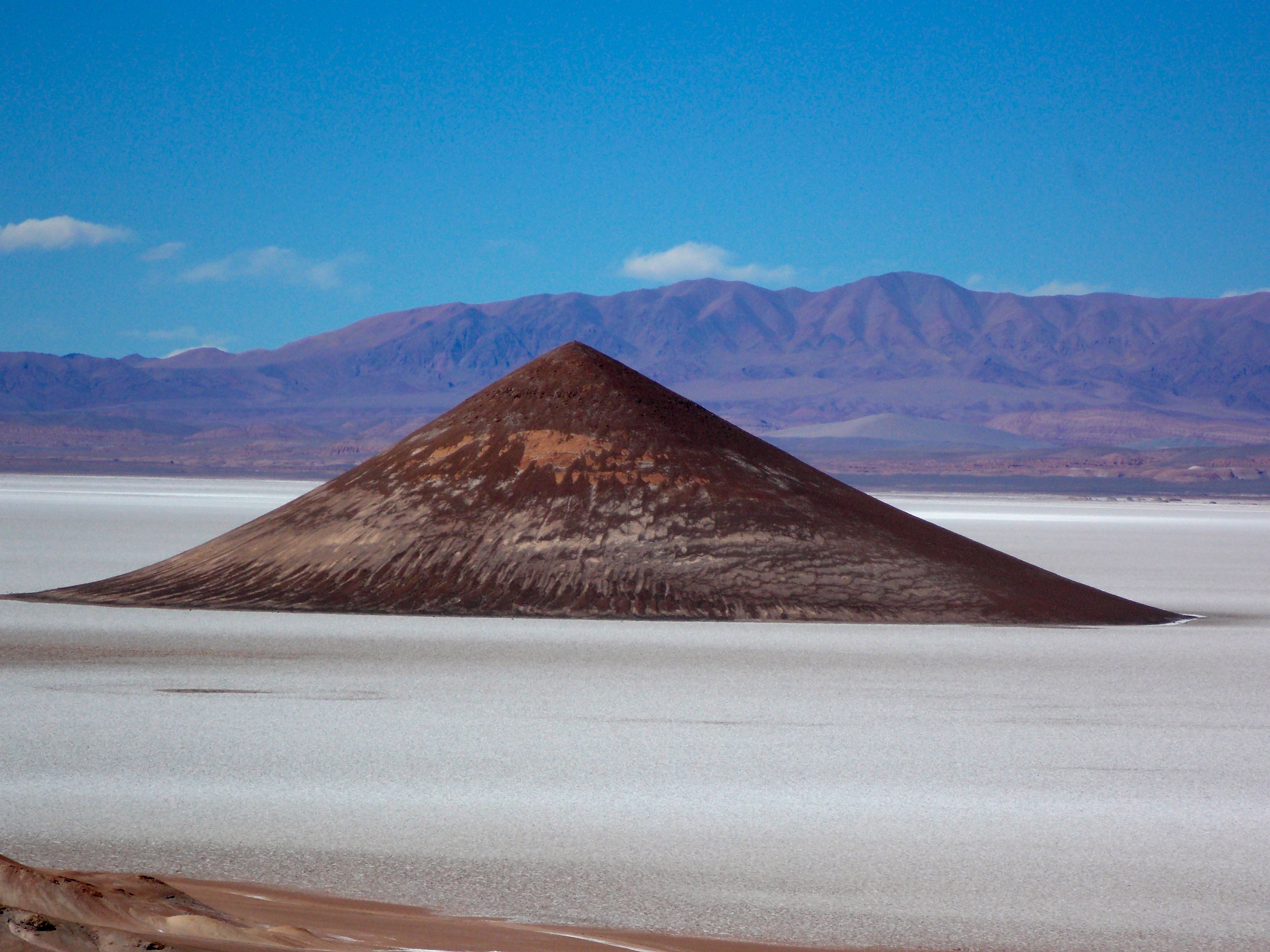
Cono de Arita au Salar d'Arizaro, province de Salta (Argentine).

La flore comprend des espèces résistantes au froid et (ou) à la sécheresse, notamment des cactacées, et autour des lacs et des zones humides des totoras (Typha domingensis). Les habitants y cultivent l'orge, la pomme de terre, le quinoa et le maca.
Parmi les animaux autochtones, les mammifères typiques sont le lama, l'alpaca, la vigogne et le guanaco. Les oiseaux autochtones comprennent le 
Condor des Andes, l'Ouette des Andes ou huallata, le Flamant des Andes ou parihuana, le Sarcelle de la Puna et d'autres encore.